# Thomaz Bellucci
Thomaz Cocchiarali Bellucci (* 30. Dezember 1987 in Tietê) ist ein ehemaliger brasilianischer Tennisspieler.

## Karriere
Bellucci gewann sein erstes kleineres Future-Turnier im Mai 2007 in seinem Heimatland. Sein erstes Challenger-Turnier bestritt der Brasilianer im Juli desselben Jahres in Bogotá (Kolumbien), wo er auf Anhieb das Finale erreichte, dort jedoch in drei Sätzen unterlag. Eine Woche später erreichte er abermals das Finale des Turniers in Cuenca (Ecuador), unterlag dort jedoch erneut, diesmal in zwei Sätzen.
Sein erstes Turnier auf der ATP Tour spielte Bellucci in 2008, verlor dort aber in der ersten Runde gegen den Ecuadorianer Nicolás Lapentti. Im Februar 2008 gewann er sein erstes Challenger-Turnier in der chilenischen Hauptstadt Santiago de Chile gegen den Argentinier Eduardo Schwank 6:4 und 7:6. Es folgten weitere Siege auf der Challenger-Tour in Florianópolis (Brasilien), Tunis (Tunesien) und Rabat (Marokko). Nach dem Turniersieg in Tunis stand der Brasilianer erstmals unter den Top 100 der Weltrangliste.
Beim Turnier in Costa do Sauípe 2009 stieß Bellucci bis ins Finale des ATP-Turniers durch, indem er unter anderem den favorisierten Profi Juan Carlos Ferrero schlug. Im Finale unterlag er Tommy Robredo aus Spanien in drei Sätzen.
Sein erstes ATP-Turnier gewann Bellucci in Gstaad 2009. Dort setzte er sich im Finale gegen die deutsche Nachwuchshoffnung Andreas Beck 6:4 und 7:62 durch. Im Februar 2010 gewann er seinen zweiten Titel auf der ATP World Tour in Chile bei den Movistar Open. Er schlug den an Position zwei gesetzten Argentinier Juan Mónaco in drei Sätzen mit 6:2, 0:6 und 6:4. In der Saison 2012 gewann er erneut das Turnier in Gstaad, als er im Finale Janko Tipsarević in ebenfalls drei Sätzen bezwang.
Im Juli 2013 gewann er an der Seite von Facundo Bagnis das ATP-Turnier in Stuttgart; sie bezwangen im Finale die beiden Polen Tomasz Bednarek und Mateusz Kowalczyk. Durch seinen ersten World-Tour-Titel im Doppel stieß er auf Rang 70 der Doppel-Weltrangliste vor, seine bis dato beste Platzierung.
Im September 2017 wurde der Brasilianer beim Turnier in Båstad positiv auf ein verbotenes Diuretikum getestet. Er erklärte das Mittel durch ein verunreinigtes Vitaminpräparat zu sich genommen zu haben. Die ITF sperrte ihn daraufhin ab dem 1. September 2017 für 5 Monate.
Im Februar 2023 beendete er nach dem Turnier in Rio de Janeiro seine Karriere.
Bellucci galt als ausgewiesener Sandplatzspieler. Seine Future- und Challenger-Titel gewann er allesamt auf diesem Untergrund.

## Erfolge
| Legende (Anzahl der Siege)  |
| Grand Slam                  |
| ATP World Tour Finals       |
| ATP World Tour Masters 1000 |
| ATP World Tour 500          |
| ATP World Tour 250 (5)      |
| ATP Challenger Tour (13)    |

| Titel nach Belag |
| Hartplatz (0)    |
| Sand (5)         |
| Rasen (0)        |

### Einzel

#### Turniersiege

##### ATP World Tour
| Nr. | Datum           | Turnier           | Belag | Finalgegner      | Ergebnis       |
| --- | --------------- | ----------------- | ----- | ---------------- | -------------- |
| 1.  | 2. August 2009  | Gstaad (1)        | Sand  | Andreas Beck     | 6:4, 7:62      |
| 2.  | 7. Februar 2010 | Santiago de Chile | Sand  | Juan Mónaco      | 6:2, 0:6, 6:4  |
| 3.  | 22. Juli 2012   | Gstaad (2)        | Sand  | Janko Tipsarević | 6:76, 6:4, 6:2 |
| 4.  | 23. Mai 2015    | Genf              | Sand  | João Sousa       | 7:64, 6:4      |

##### ATP Challenger Tour
| Nr. | Datum            | Turnier           | Belag | Finalgegner              | Ergebnis      |
| --- | ---------------- | ----------------- | ----- | ------------------------ | ------------- |
| 1.  | 2. März 2008     | Santiago de Chile | Sand  | Eduardo Schwank          | 6:4, 7:63     |
| 2.  | 20. April 2008   | Florianópolis     | Sand  | Franco Ferreiro          | 4:6, 6:4, 6:2 |
| 3.  | 4. Mai 2008      | Tunis             | Sand  | Dušan Vemić              | 6:2, 6:4      |
| 4.  | 10. Mai 2008     | Rabat             | Sand  | Martín Vassallo Argüello | 6:2, 6:2      |
| 5.  | 19. Juli 2009    | Rimini            | Sand  | Juan Pablo Brzezicki     | 3:6, 6:3, 6:1 |
| 6.  | 1. November 2009 | São Paulo         | Sand  | Nicolás Lapentti         | 6:4, 6:4      |
| 7.  | 7. Juli 2012     | Braunschweig (1)  | Sand  | Tobias Kamke             | 7:64, 6:3     |
| 8.  | 3. November 2013 | Montevideo        | Sand  | Diego Schwartzman        | 6:4, 6:4      |
| 9.  | 9. Juli 2016     | Braunschweig (2)  | Sand  | Íñigo Cervantes          | 6:1, 1:6, 6:3 |

#### Finalteilnahmen
| Nr. | Datum            | Turnier         | Belag         | Finalgegner     | Ergebnis       |
| --- | ---------------- | --------------- | ------------- | --------------- | -------------- |
| 1.  | 16. Februar 2009 | Costa do Sauípe | Sand          | Tommy Robredo   | 3:6, 6:3, 4:6  |
| 2.  | 21. Oktober 2012 | Moskau          | Hartplatz (i) | Andreas Seppi   | 6:3, 6:73, 3:6 |
| 3.  | 7. Februar 2016  | Quito           | Sand          | Víctor Estrella | 6:4, 6:75, 2:6 |
| 4.  | 16. April 2017   | Houston         | Sand          | Steve Johnson   | 4:6, 6:4, 6:75 |

### Doppel

#### Turniersiege

##### ATP World Tour
| Nr. | Datum         | Turnier   | Belag | Partner        | Finalgegner                       | Ergebnis         |
| --- | ------------- | --------- | ----- | -------------- | --------------------------------- | ---------------- |
| 1.  | 14. Juli 2013 | Stuttgart | Sand  | Facundo Bagnis | Tomasz Bednarek Mateusz Kowalczyk | 2:6, 6:4, [11:9] |

##### ATP Challenger Tour
| Nr. | Datum              | Turnier    | Belag         | Partner         | Finalgegner                         | Ergebnis         |
| --- | ------------------ | ---------- | ------------- | --------------- | ----------------------------------- | ---------------- |
| 1.  | 20. Oktober 2007   | Bogotá III | Sand          | Bruno Soares    | Marcel Granollers Santiago Ventura  | 6:4, 4:6, [11:9] |
| 2.  | 4. Mai 2008        | Tunis      | Sand          | Bruno Soares    | Jean-Claude Scherrer Nicolas Tourte | 6:3, 6:4         |
| 3.  | 28. September 2014 | Orléans    | Hartplatz (i) | André Sá        | Jamie Cerretani Andreas Siljeström  | 5:7, 6:4, [10:8] |
| 4.  | 6. April 2019      | Alicante   | Sand          | Guillermo Durán | Gerard Granollers Pedro Martínez    | 2:6, 7:5, [10:5] |

#### Finalteilnahmen
| Nr. | Datum            | Turnier        | Belag | Partner                | Finalgegner                         | Ergebnis          |
| --- | ---------------- | -------------- | ----- | ---------------------- | ----------------------------------- | ----------------- |
| 1.  | 6. Februar 2016  | Quito          | Sand  | Marcelo Demoliner      | Pablo Carreño Busta Guillermo Durán | 5:7, 4:6          |
| 2.  | 24. Februar 2019 | Rio de Janeiro | Sand  | Rogério Dutra da Silva | Máximo González Nicolás Jarry       | 7:63, 3:6, [7:10] |